# Juan José Ignacio Gómez Camacho
Juan José Gómez Camacho (Ciudad de México, 6 de octubre de 1964) es un diplomático mexicano. Fue embajador de México en Canadá desde marzo de 2019 hasta mayo de 2022. También ha ocupado otros cargos como embajador de México ante La Unión Europea, Bélgica y Luxemburgo y ante la ONU en Nueva York y Ginebra. 

## Estudios
Estudió la carrera de Derecho por la Universidad Iberoamericana y cuenta con una maestría en Derecho Internacional por la Universidad de Georgetown en Washington D. C.
Ha ejercido actividades docentes de Derecho Internacional en la Universidad Iberoamericana y en la Escuela de Estudios Internacionales Avanzados de la Universidad Johns Hopkins.

## Carrera diplomática
Ingresó al Servicio Exterior Mexicano en julio de 1988. En la Secretaría de Relaciones Exteriores, entre otros puestos, fungió como Secretario Particular del Consultor Jurídico, Subdirector para Organismos Internacionales y Director de Asuntos Fronterizos. Se ha desempeñado como Jefe de la Sección de Asuntos Legales en la Embajada de México en el Reino Unido (1994-1997) y en la Misión Permanente de México para la Organización de Estados Americanos (OEA) como representante permanente alterno (1997-2000). 
En diciembre de 2000 fue designado director general de Derechos Humanos y Democracia, en la cual fue responsable de la política exterior de México en estos temas y se desempeñó como abogado de México en litigios internacionales sobre derechos humanos,  desarrolló y supervisó la modernización de la política exterior de México en la materia (2000 a 2005). En enero de 2006 fue designado Embajador de México ante la República de Singapur y concurrente ante la Unión de Myanmar y el Sultanato de Brunéi Darussalam.
En junio de 2009 fue designado como Representante Permanente de México ante la Oficina de las Naciones Unidas y otros Organismos Internacionales con sede en Ginebra, cargo que finalizó en 2013. Durante su estancia en esa Representación tuvo un destacado rol en el alcance de acuerdos históricos y negociaciones multilaterales, tales como el Marco de Preparación para la Influenza Pandémica de la Organización Mundial de la Salud, el Tratado de Marrakech de la Organización Mundial de la Propiedad Intelectual y la creación del primer procedimiento especial en el Consejo de Derechos Humanos de la ONU sobre la eliminación de la discriminación contra la mujer en la legislación y en la práctica.
En diciembre de 2013 fue nombrado Embajador de México ante la Unión Europea, el Reino de Bélgica y el Gran Ducado de Luxemburgo. De febrero de 2016 a diciembre de 2018 fungió como representante Permanente de México ante la Organización de las Naciones Unidas.
Gómez Camacho cuenta con una amplia experiencia como negociador de México, tanto en el ámbito bilateral como multilateral, en una gran gama de temas relevantes como asuntos políticos, derechos humanos, telecomunicaciones, desarme nuclear y convencional, entre otros. Asimismo, ha tenido una labor importante en la promoción de inversión y negocios en distintos sectores e industrias en México.
Ha escrito un gran número de artículos sobre temas relacionados con el derecho internacional y los derechos humanos, la política exterior mexicana y temas específicos como los desafíos de la salud pública global.